# Viktor Nikolayevich Leonov
Viktor Nikolayevich Leonov (tiếng Nga: Виктор Николаевич Леонов; 21 tháng 11 năm 1916 tại Zaraysk - 7 tháng 10 năm 2003 ở Mátxcơva) là một thủy thủ Liên Xô, anh hùng Liên Xô hai lần. Ông nhận hai danh hiệu Anh hùng Liên Xô, Huân chương Lenin và hai Huân chương Cờ đỏ vì lòng dũng cảm đặc biệt, cũng như Huân chương Sao vàng nhờ thành tích một mình buộc 2.200 lính phát xít Nhật đầu hàng.

## Tiểu sử
Leonov sinh ra ở Zaraysk cách Moskva khoảng 135 km về phía đông nam. Cha của ông là một người làm vườn và là thành viên của Đảng Cộng sản. Năm 1931, được cha ông khuyến khích, ông đã đi đến Moscow và trở thành một người học việc tại một nhà máy chuyên sản xuất kim loại. Ông đã trở thành một công nhân xuất sắc, một nhà lãnh đạo nhóm, và là đoàn viên đoàn thanh niên cộng sản.

## Binh nghiệp
Leonov gia nhập Hồng quân Liên Xô năm 1937 và trở thành thủy thủ tàu ngầm. Khi Đức xâm lược Liên Xô năm 1941, ông tình nguyện gia nhập lực lượng trinh sát đặc biệt của hải quân. Chỉ với quân số 70 người, đơn vị này nhận nhiệm vụ trinh sát và phá hoại, đôi khi hoạt động trên cả vùng bờ biển Phần Lan và Na Uy.
Trong 4 năm hoạt động, Leonov cùng đồng đội thực hiện hàng trăm nhiệm vụ đột nhập lớn nhỏ, tấn công và phá huỷ nhiều vị trí, bắt sống hàng trăm binh sĩ đối phương. Tới năm 1945, khi chiến tranh tại châu Âu kết thúc, Liên Xô dồn binh lực về phía đông để đối đầu phát xít Nhật. Lực lượng trinh sát đặc biệt của hải quân lại tiếp tục chuyển sang hoạt động tại mặt trận này.
Một trong những nhiệm vụ của họ là đánh chiếm sân bay gần cảng Wosan, Triều Tiên. Leonov cùng với 140 binh sĩ đổ bộ lên bãi biển và bắt đầu tấn công quân Nhật đồn trú tại đây. Thông tin tình báo cho biết lực lượng đồn trú của Nhật ở Wosan rất mỏng, nhưng trên thực tế, đơn vị của Leonov phải đối mặt với 3.500 lính đóng quân tại sân bay.
Bị áp đảo về quân số và hỏa lực, chỉ huy của Leonov quyết định sẽ đầu hàng, yêu cầu được gặp sĩ quan chỉ huy phía Nhật để ra điều kiện hạ vũ khí. Khi hai bên đang thương lượng, Leonov xen ngang chỉ huy và nói: "Chúng tôi đã trải qua cả cuộc chiến tại mặt trận phía Tây và có đủ kinh nghiệm để đánh giá tình hình hiện tại. Vì thế, chúng tôi sẽ không chịu làm tù binh. Các người sẽ chết như những con chuột, một khi chúng tôi thoát ra khỏi nơi này".
Sau đó, Leonov rút ra một quả lựu đạn, doạ sẽ giết chết tất cả mọi người xung quanh, kể cả đồng đội của ông. Hoảng sợ trước sự liều lĩnh này của Leonov, chỉ huy quân Nhật ngay lập tức đầu hàng. Từ tình thế sắp bị bắt làm tù binh, đội trinh sát Liên Xô đã chiếm được sân bay, bắt sống 2.200 lính Nhật cùng ba khẩu đội pháo, 5 máy bay và nhiều vũ khí đạn dược.